# إدي براكن
إدوارد فنسنت براكن (7 فبراير 1915 - 14 نوفمبر 2002) كان ممثلاً أمريكياً. أصبح براكن أسطورة كوميدية هوليوودية مع أدوراه الرائدة في أفلام مثل حائل البطل القاهر ‏ ومعجزة مورغان كريك ‏ في 1944. ، كلاهما تم الحفاظ عليهما من قبل السجل الوطني للأفلام. خلال هذه الفترة، كان أيضاً نجاحاً في برودواي، مع العروض في المسرحيات مثل الكثير من الفتيات ‏ (1941).

## حياته ومهنته

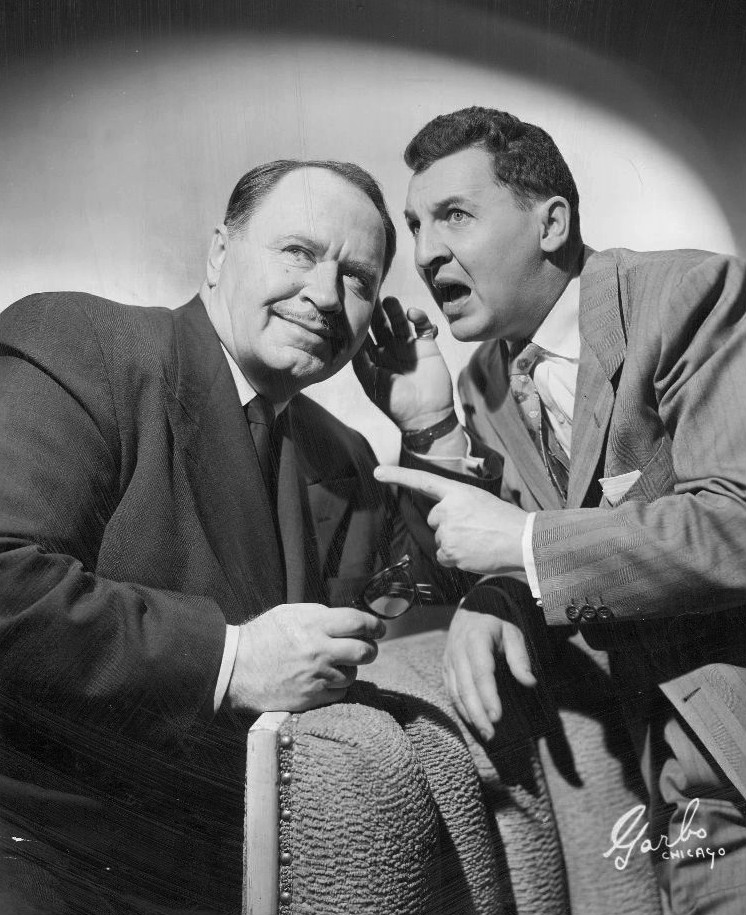
هوارد فريمان وإدي براكن 1954

ولد براكن في أستوريا، كوينز، نيويورك، وهو ابن كاثرين وجوزيف إل براكن.

### وفاته
في 14 نوفمبر 2002 توفي براكن في جلين ريدج بولاية نيوجيرسي بسبب مضاعفات جراحية لم يكشف عنها في سن ال 87. وتوفيت زوجته البالغة من العمر 63 عاماً كوني وهي ممثلة سابقة في أغسطس 2002 قبل ثلاثة أشهر فقط من وفاته .كان لإدي وكوني خمسة أطفال: إثنين من الأبناء (مايكل وديفيد) وثلاث من البنات (جودي وكارولين وسوزان).

### ممر الشهرة في هوليوود
لمساهماته في الإذاعة والتلفزيون، براكن لديه نجمتين في ممشى الشهرة في هوليوود، في 1651 شارع فين و 6751 شارع هوليوود على التوالي.

## الظهور في الإذاعة
| السنة | البرنامج                    | الحلقة\المصدر            |
| ----- | --------------------------- | ------------------------ |
| 1947  | Suspense Mystery Radio Play | Elwood                   |
| 1953  | Broadway Playhouse          | Hail the Conquering Hero |

## وصلات خارجية
- إدي براكن على موقع IMDb (الإنجليزية)
- إدي براكن على موقع ألو سيني (الفرنسية)
- إدي براكن على موقع ميوزك برينز (الإنجليزية)
- إدي براكن على موقع أول موفي (الإنجليزية)
- إدي براكن على موقع قاعدة بيانات برودواي على الإنترنت (الإنجليزية)
- إدي براكن على موقع قاعدة بيانات برودواي على الإنترنت (الإنجليزية)
- إدي براكن على موقع قاعدة بيانات برودواي على الإنترنت (الإنجليزية)
- إدي براكن على موقع قاعدة بيانات الأفلام السويدية (السويدية)
- إدي براكن على موقع إن إن دي بي (الإنجليزية)
- إدي براكن على موقع ديسكوغز (الإنجليزية)
- إدي براكن  على موقع أول موفي